# Vichai Srivaddhanaprabha
Vichai Srivaddhanaprabha (taj. วิชัย ศรีวัฒนประภา), urodzony jako Vichai Raksriaksorn (taj.: วิชัย รักศรีอักษร, ur. 3 lub 4 kwietnia 1957 w Bangkoku, zm. 27 października 2018 w Leicester) – tajski biznesmen, miliarder, założyciel, właściciel i prezes sieci sklepów wolnocłowych King Power. Od 2010 do swojej śmierci był właścicielem klubu piłkarskiego Leicester City FC.

## Życiorys
Karierę biznesmena rozpoczął w 1989 od sklepu wolnocłowego w Bangkoku. W 2010 już jako miliarder zakupił angielski klub piłkarski Leicester City F.C, którego stadion w lutym 2011 przemianowano z Walkers Stadium na King Power Stadium, tym samym przyjmując nazwę od przedsiębiorstwa właściciela. W sezonie 2015/2016 Leicester City F.C. sensacyjnie zdobył tytuł mistrza Anglii, choć przed sezonem bukmacherzy za jednego funta postawionego na ten klub oferowali 5000. Z tej okazji Srivaddhanaprabha podarował 19-stu piłkarzom samochody BMW i8. Wspierał także akcje charytatywne.
W wolnym czasie lubił grać w polo.
Jego żoną była Aimon Srivaddhanaprabha. Z tego związku pochodzi czworo dzieci o imionach Voramas, Apichet, Aroonroong i Aiyawatt.
Zginął 27 października 2018 w katastrofie śmigłowca pod King Power Stadium w Leicester.